# Kokomo (Indiana)
Kokomo település az Amerikai Egyesült Államok Indiana államában, Howard megyében, melynek megyeszékhelye is. Lakosainak száma 59 604 fő (2020. április 1.).

## Népesség
A település népességének változása:

| 2010 | 45 468 |
| 2020 | 59 604 |